# Ивановский зоопарк
Ивановский зоопарк — зоопарк, расположенный в городе Иваново, на Рабочем посёлке. Основан в 1994 году.

## История
В конце 1980-х годов во Дворце пионеров и школьников в Иванове инициативными зоологами О. В. Мамихиной и А. В. Борзовым был организован кружок юннатов. Коллекция располагалась всего в двух комнатах. Здесь дети учились ухаживать за животными, слушали о них рассказы. Первыми питомцами детворы стали не только кролики, крысы, морские свинки, хомяки и черепахи, но и обезьяны и попугаи. Постепенно коллекция животных стала увеличиваться, и места во дворце пионеров и школьников стало мало, поэтому в 1992 году специально для кружка юннатов было арендовано здание животноводческого комплекса на территории станции юных натуралистов на Рабочем посёлке. Постепенно к животноводческому комплексу стали достраивать уличные вольеры для птиц и зверей. Приобретались новые животные.
Официальным днём создания Ивановского зоопарка считается 1 апреля 1994 года, когда вышло в свет распоряжение о создании «Городского детского зоологического парка». Директором вновь образованного учреждения назначен Борзов Аркадий Валентинович. В 2004 году «Городской детский зоологический парк» переименован в Муниципальное Учреждение «Ивановский зоологический парк». В настоящее время — Муниципальное бюджетное учреждение культуры «Ивановский зоологический парк». Зоопарк был открыт для посетителей 14 сентября 1996 года.
Первый период работы зоопарка был тяжёлым, поскольку не хватало денег на корма и оборудование клеток. Однако коллекция зоопарка не только сохранилась, но и пополнялась новыми экземплярами, в том числе животными, принесёнными посетителями.
Ныне в коллекции зоопарка насчитывается более 150 видов животных и более 800 экземпляров. Ежегодно зоопарк посещает почти 100 тысяч ивановцев и гостей города.
На гербе Ивановского зоопарка изображена рысь. Это связано с тем, что в начале 1990-х годов Зообаза Мосфильма подарила Ивановскому зоопарку двадцатилетнюю рысь по кличке Вася (Кунак), которая была главным героем фильма «Рысь возвращается» (Режиссёр Агасий Бабаян, 1986 г).